# 포그슨 혜성
포그슨 혜성(공식 명칭 : X/1872 X1)은 1872년 12월 3~4일, 천문학자 포그슨이 관측한, 혜성으로 추정되는 천체이다.
포그슨은 이 천체가 사라진 혜성 비엘라라고 생각하였지만, 차후의 궤도 계산 결과 이 혜성이 비엘라 혜성일 가능성은 매우 낮다. 비엘라 혜성이나 포그슨 혜성 둘 모두 추가 관측이 이루어지지 못했고, 포그슨 혜성의 정체는 태양계 천문학 역사상 상당히 곤혹한 이야기 중 하나로 남았다.

## 발견
1872년 11월 27일에 있었던 거대한 안드로메다자리 유성우 이후에 포그슨은 관측을 시작하였다. 당시에는 1852년에 마지막으로 보였던 비엘라 혜성이 그 해 9월에 지구 근처를 지나갈 예정이었고, 안드로메다자리 유성우는 비엘라 혜성과 관련이 있다고 추정되던 중이었다. 따라서 천문학자 빌헬름 클린커퓨스는 포그슨에게 "비엘라가 27일날 지구에 닿았다: 세타 센타우리 주변을 찾아보라" 로 시작하는 전보를 보냈다.
포그슨은 새벽 4시부터 관측을 시작했다. 처음 이틀 동안은 구름이 관측을 방해했지만, 세 번째 밤에는 약 10분가량 구름 사이에 틈이 생겼고, 5시 15분에 포그슨은 천체 하나를 "흘낏" 발견하여 "둥글고 밝으며 혜성의 핵으로 보인다" 라고 기록하였다. 포그슨은 자신의 발견을 기존의 비엘라 혜성이 별자리 사이를 움직이는 속도와 비교함으로써 해당 천체가 비엘라 헤성이라고 생각하였다. 다음 아침에 그는 좀 더 나은 조건에서 관측을 진행했으며, 혜성에 짧은 꼬리가 생긴 것을 관찰하였다. 다섯 번째 날은 구름이 끼었었고, 포그슨은 즉시 자신의 발견과 구체적인 천체의 위치를 담은 편지를 보냈다. 하지만 포그슨은 비엘라 혜성의 두 번째 핵을 찾는 데는 실패하였다.

## 분석

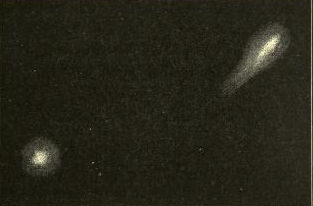
1852년에 마지막으로 돌아왔던 비엘라 혜성의 두 핵. 포그슨이 발견한 천체는 비엘라 혜성의 일부로 생각되었었다.

포그슨의 발견은 학계의 관심을 빠르게 끌어모았다. 아마추어 천문학자 조지 터프맨은 1873년 1월에 포그슨의 천체와 비엘라 혜성의 위치와 12주 간의 궤도 운동 모습에서 서로 다르다는 문제를 제기하였으나, 터프맨은 만약 포그슨이 첫 번째 날에 A 혜성(비엘라 혜성의 첫 번째 조각)을, 두 번째 날에 B 혜성을 관측했다면 이 차이는 설명될 수 있으리라고 보았다.
포그슨 혜성의 궤도는 카를 브룬스와 헤인리치 크루츠가 계산하였으며, 계산을 위한 관측 지점이 세 곳밖에 없었기 때문에 궤도가 상당히 두리뭉실하게 산출되었다. 만약 포그슨이 발견한 천체가 혜성이라면, 이 헤성은 새로운 혜성일 가능성이 높았다.
아일랜드의 천문학자인 빌헬름 헨리 스탠리는 이후 "포그슨 혜성과 비엘라 혜성은 같은 군에 속하며, 같은 유성군을 만들어낸다"라는 이론을 제기하였다. 스탠리는 또한 제임스 북킹햄이 1865년 11월 9일에 관측했던 천체 또한 포그슨이 관측했던 천체와 같은 천체일 수도 있다는 가설을 제기하였고, 천체가 1893년에 돌아올 것이라고 예상했지만, 혜성은 돌아오지 않았다.
포그슨이 유일한 관측자였다는 점에서, 브라이언 G. 마즈든의 카탈로그(1979, 1982)에는 이 천체가 수록되지 않았다.

## 같이 보기
- 비엘라 혜성